# Kollund Østerskov
Kollund Østerskov (deutsch Kollund-Osterholz) ist eine Ortschaft in der Aabenraa Kommune in Dänemark, in der 277 Einwohner (Stand 1. Januar 2023) leben. Durch den am Nordufer der Flensburger Innenförde gelegenen Ort führt die landschaftlich reizvolle Küstenstraße Fjordvejen, die von Kruså über Kollund bis Rinkenæs verläuft. Kollund liegt rund 13 Straßenkilometer von Flensburgs City entfernt.
Ein Campingplatz, der DCU-Camping Kollund am Fjordvejen 29A im Westen des Ortes – nicht zu verwechseln mit Frigård Camping Kollund in Kollund – ist ein touristisches Standbein dieser Gegend. Die Einrichtung der Dansk Camping Union hat 170 Einheiten, vermietet fünf Hütten und verfügt über einen Spielplatz mit Hüpfkissen, einen Bolzplatz, einen Minigolfplatz, Mooncars und Tischtennis-Tischen.